# Dawid Lejb Rojtman
Dawid Lejb Rojtman (ur. 1 listopada 1884 w Dorożynce, zm. w 1943 w Nowym Jorku) – śpiewak, tenor liryczny, kantor.

## Życiorys
Muzyki uczył się u kantorów Jankiela Sorokiera w Humaniu, Towii Hochmana w Berdyczowie, Lejba Szapiro, Moszego Gubermana i Jakuba S. Maragowskiego. W 1902 roku został kantorem w Jelizawietgradzie, w 1904 roku w Peretrowsku na Kaukazie. W latach 1909–1912 był kantorem w Wielkiej Synagodze w Wilnie. Z Wilna przeniósł się do Petersburga, gdzie był kantorem w Wielkiej Synagodze Chóralnej, nagrywał płyty gramofonowe i komponował. W 1917 roku przeniósł się do Odessy. W 1919 roku założył hebrajską szkołę muzyczną, która po roku została zamknięta przez władze. Od 1920 roku odbywał podróże koncertowe po Besarabii i Rumunii. Około 1923 roku wyemigrował do Stanów Zjednoczonych i został kantorem kongregacji Beth Jacob Ohev Shalom na Brooklynie. Od 1924 roku do śmierci był kantorem kongregacji Shaare Zedek na Manhattanie. Założył szkołę muzyczną. Dawał koncerty w Europie i w Ameryce Południowej. Nagrał wiele płyt gramofonowych.